# Reservation Dogs
Reservation Dogs est une série télévisée américaine en 28 épisodes d'environ 25 minutes créée par Sterlin Harjo et Taika Waititi et diffusée entre le 9 août 2021 et le 27 septembre 2023 sur FX sur Hulu.
Sterlin Hajo et Taika Waititi sont deux réalisateurs autochtones, le premier est membre de la Seminole Nation (USA) et le deuxième est un Maori né en Nouvelle-Zélande. Reservation dogs a été tournée dans l’est de l’Oklahoma, dans la réserve de la Muscogee Nation; Sterlin Hajo y a également des attaches familiales.
En France, cette série est diffusée sur Disney+. Elle est inédite dans les autres pays francophones.

## Synopsis
La série suit la vie de quatre adolescents autochtones (Elora, Bear, Cheese, Willie Jack) dans l'Oklahoma rural, alors qu'ils tentent de trouver un moyen de récolter assez d'argent pour quitter leur réserve et s'installer en Californie à la suite du suicide d'un de leurs amis. Le titre de la série est un clin d’œil au film de 1992 réalisé par Quentin Tarantino, Reservoir Dogs car les jeunes autochtones commettent différents larcins au début de la série avant de trouver des moyens moins répréhensibles d'échapper à leur milieu d'origine.

## Distribution
Sauf indication contraire, les informations mentionnées dans cette section peuvent être confirmées par les bases de données cinématographiques IMDb et Allociné,  présentes dans la section « Liens externes ».

### Acteurs principaux
- Devery Jacobs (VF : Alice Orsat) : Elora Danan Postoak
- D'Pharaoh Woon-A-Tai : Bear Smallhill
- Lane Factor (VF : Tom Trouffier) : Cheese
- Paulina Alexis (VF : Youna Noiret) : Willie Jack
- Elva Guerra (VF : Karine Foviau) : Jackie

### Acteurs secondaires
- Sarah Podemski (VF : Barbara Beretta) : Rita, la mère de Bear
- Zahn McClarnon (VF : Yann Guillemot) : l'officier Big
- Dallas Goldtooth (VF : Serge Faliu) : William « Spirit » Knifeman
- Gary Farmer (VF : Patrice Melennec) : Oncle Brownie, l'oncle d'Elora
- Lil Mike (VF : Christophe Lemoine) : Mose
- Funny Bone (VF : Nessym Guétat) : Mekko
- Jack Maricle : White Steve, un membre du gang NDN
- Jude Barnett : Bone Thug Dog, un membre du gang NDN
- Xavier Bigpond : Weeze, un membre du gang NDN
- Dalton Cramer (VF : Martin Faliu) : Daniel
- Kirk Fox (VF : Vincent Ropion) : Kenny Boy
- Matty Cardarople (VF : Grégory Quidel) : Ansel
- Jon Proudstar : Leon, le père de Willie Jack
- Kimberly Guerrero (VF : Emmanuelle Rivière) : Tante B, la tante de Willie Jack
- Casey Camp-Horinek : la grand-mère de la clinique
- Keland Lee Bearpaw : Danny Bighead

### Invités
- Macon Blair (VF : Didier Cherbuy) : Rob
- Darryl W. Handy (VF : Sourou Ouadodji) : Cleo
- Garrett Hedlund (VF : Damien Boisseau) : David
- Kaniehtiio Horn (VF : Ingrid Donnadieu) : Deer Lady
- Sten Joddi : Punkin Lusty
- Rhomeyn Johnson (VF : Bamar Kane) : Miles
- Geraldine Keams : la grand-mère d'Elora
- Bobby Lee : le docteur Kang
- Migizi Pensoneau : Ray Ray
- Jennifer Podemski : la mère de Willie Jack
- Jana Schmieding : la réceptionniste de la clinique
- Wes Studi (VF : Jacques Bouanich) : Bucky
- Richard Ray Whitman : le vieil homme Fixico
- Bobby Wilson (VF : David Van de Woestyne) : Jumbo
- Bill Burr (VF : Jérôme Pauwels) : le coach Garrett Bobson

 Source et légende : version française (VF) sur RS Doublage

## Production
La série regroupe des scénaristes et réalisateurs autochtones, ainsi qu'une équipe de distribution et de production presque entièrement autochtone nord-américaine. Elle s'inscrit aussi dans une démarche artistique féministe intersectionnelle avec la présence de nombreuses scénaristes autochtones telles qu’Erica Tremblay, Kawennáhere Devery Jacobs, Tazbah Rose Chavez et Sydney Freeland. C'est d'ailleurs la première série à être entièrement tournée en Oklahoma et elle a été lancée lors de la Journée internationale des populations autochtones.
En septembre 2021, la série a été renouvelée pour une deuxième saison.
Une troisième saison a été commandée en 2022.

## Épisodes

### Première saison (2021)
1. F*ckin' Rez Dogs
2. NDN Clinic
3. Uncle Brownie
4. What About Your Dad
5. Come and Get Your Love
6. Hunting
7. California Dreamin'
8. Satvrday

### Deuxième saison (2022)
1. The Curse
2. Run
3. Roofing
4. Mabel
5. Wide Net
6. Decolonativization
7. Stay Gold Cheesy Boy
8. This is Where the Plot Thickens
9. Offerings
10. I Still Believe

### Troisième saison (2023)
Elle a été diffusée à partir du 2 août 2023.
1. BUSSIN'
2. Maximus
3. Deer Lady
4. Friday
5. House Made of Bongs
6. Frankfurter Sandwich
7. Wahoo!
8. Send It
9. Elora's Dad
10. Dig

## Accueil critique
Benjamin Fau du Point écrit à propos de la première saison : « Aussi tendre et attachante qu’hilarante, la nouvelle comédie de Taika Waititi consacrée à des ados amérindiens est une réussite étonnante ».
Caroline Veunac de Telerama écrit à propos de la 3e saison : « Cette fiction aussi drôle que subtile, jouée par des autochtones, aura renversé les clichés sur les Natifs américains ».